# ترابانت
ترابانت (به آلمانی: Trabant؛ تلفظ آلمانی ‎/trəˈbɑːnt/‎) یک خودرو است که از سال ۱۹۵۷ تا ۱۹۹۰ در آلمان شرقی سابق توسط شرکت خودرو سازی وب سچسنرینگ اتومبیلورکه زویکاو در تسویکاو زاکسن تولید می‌شد.
ترابانت خودرویی کوچک و ارزان‌قیمت بود که از پیشرانه ۲ سیلندر دو زمانه بهره می‌برد. این خودرو تا پس از فروپاشی دیوار برلین نیز تولید می‌شد.
در طول نزدیک به سه دهه بیش از سه میلیون ترابانت در آلمان شرقی تولید شد که این خودرو را به متداول‌ترین خودروی آلمان شرقی تبدیل نمود.

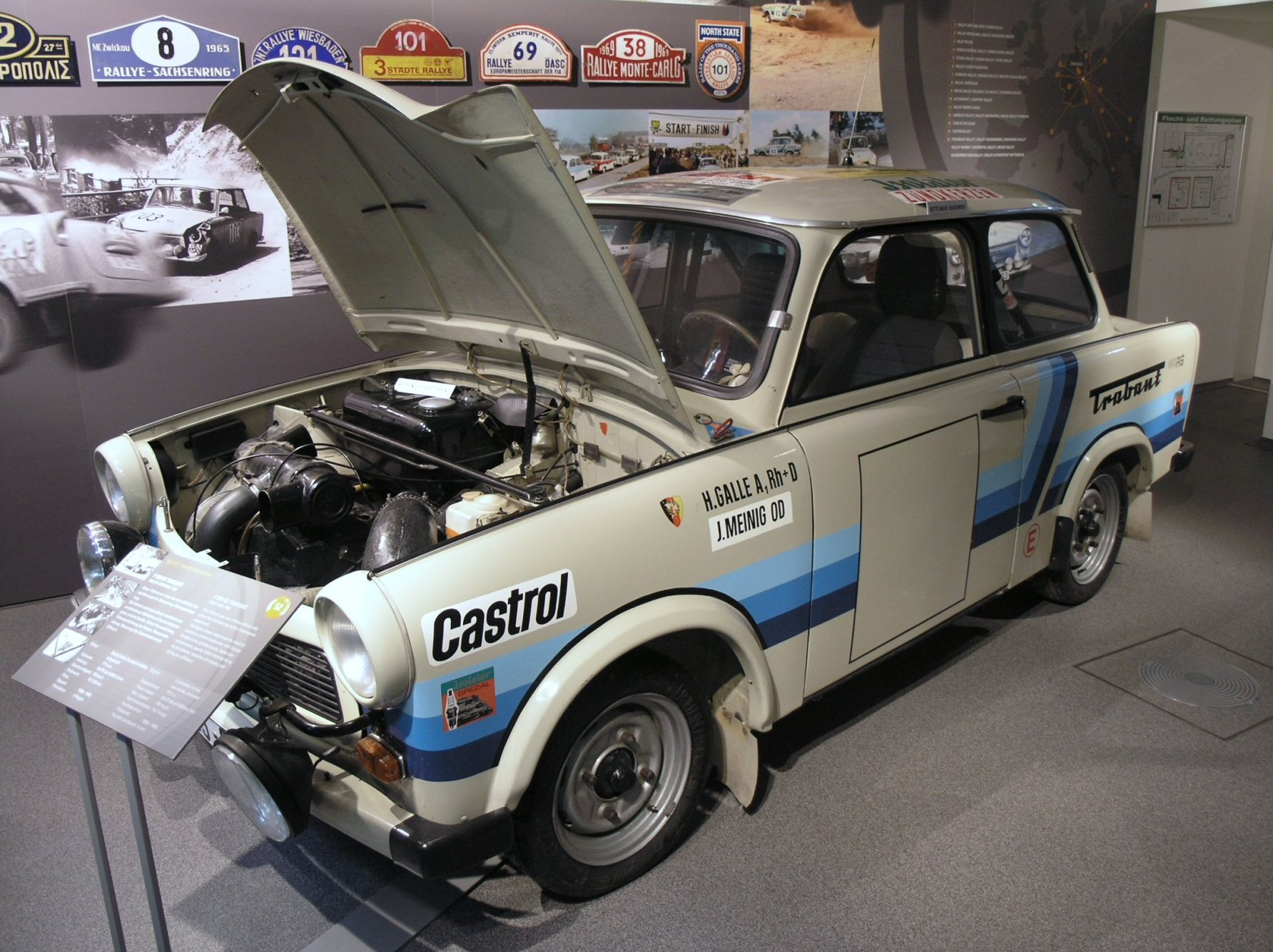
ترابانت ۸۰۰ آراس

بدنه این خودرو از مخلوطی از آشغال پنبه و صمغ رازیانه بود به نام دوروپلاست تا ماده‌ای ضدزنگ و ابدی باشد اما مشکل همین است که در طبیعت تجزیه نمی‌شود و در صورت سوختن بسیار سمی است و در تولید انبوه ترابانت به عنوان یکی از خودروهای مردمی مورد استفاده قرار گرفته بود از این رو بقایای ترابانت‌های فرسوده یا از وسط نصف شده و به استفاده‌های عجیب می‌رسیدند یا اینکه در کنار جاده‌ها منظره‌ای مانند یک خودروی زامبی ایجاد می‌کردند.
این خودرو به عنوان دومین خودروی مردمی آلمان پس از بیتل شناخته می‌شود.

## طنزها

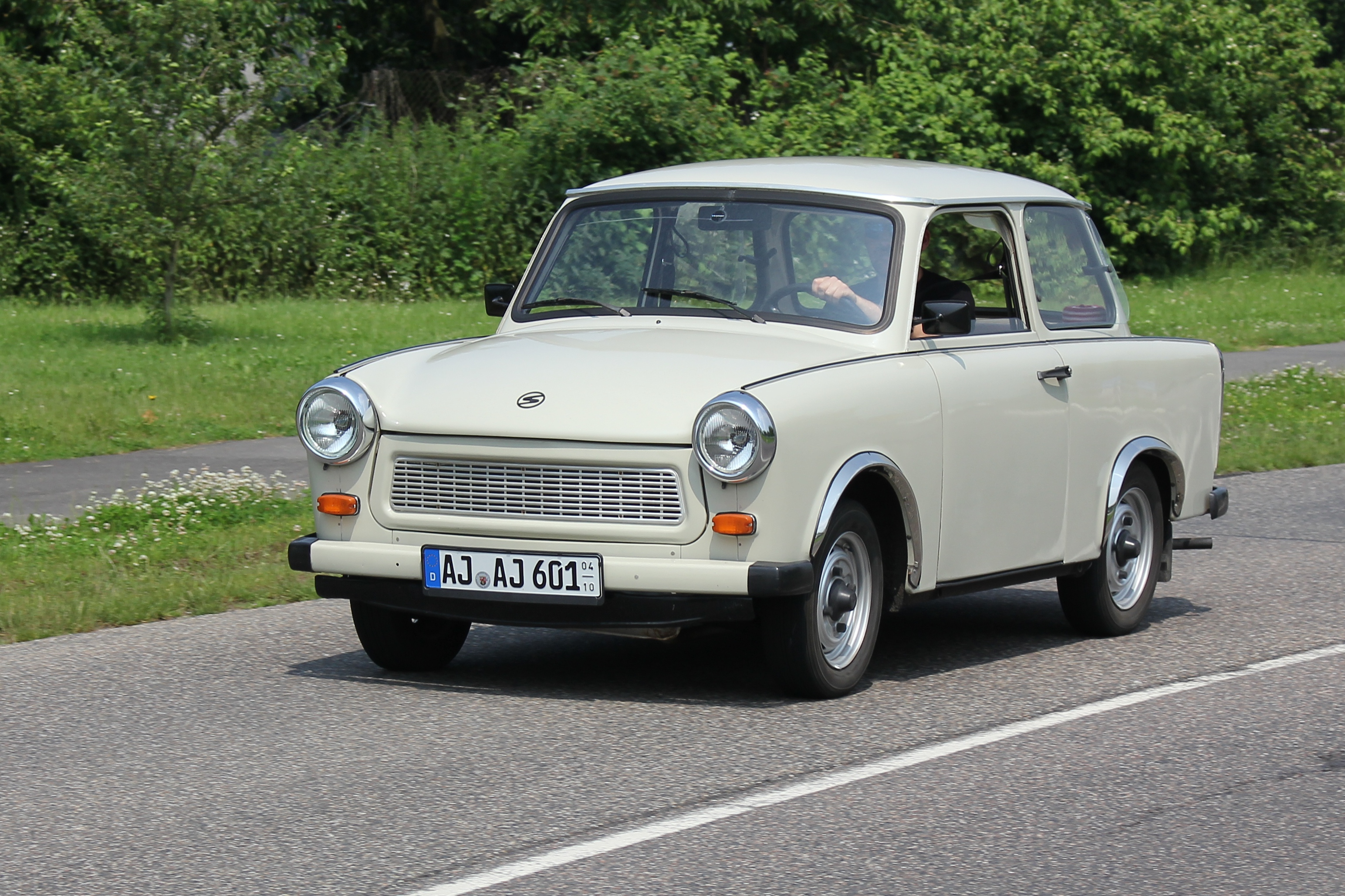
نسخه سدان تربرای همیشه ۶۰۱

دربارهٔ ترابانت و کیفیت ساخت بدش جوک‌های زیادی به وجود آمده بود که در زیر به برخی از آنها اشاره شده
- چطور یک ترابانت تهیه کنم؟ کافیست آدامست را به کف خیابان بچسبانی ترابانت به آن خواهد چسبید.
- درازترین خودروی بازار چیست؟ ترابانت است. دو متر طول خودش و ده متر دود پشت سرش که جمعاً می‌شود دوازده متر.
- بهترین ویژگی یک ترابانت چیست؟ اینکه در پشتش یک گرم کن نصب شده تا وقتی که آن را برای روشن شدن هول می‌دهی دستانت را گرم کند.

## موتور
۲۶ اسب قدرت که ۲۱ ثانیه طول می‌کشید تا به ۱۰۰ کیلومتر در ساعت برسد که حداکثر سرعت اسمی آن بود البته برای مدل نو آن. موتور دوزمانه ۶۰۰سی‌سی این خودرو که با مخلوط بنزین و روغن کار می‌کرد (دقیقاً مشابه موتورهای گازی) بوی بدی مانند بیمارستان قدیمی می‌دهد.

## ترابانت در جنگ سرد
در پایان جنگ سرد سال ۱۹۸۹ در تظاهرات گسترده صفی طولانی از ترابانت‌های دودزا پای دیوار برلین جمع شدند تا به غرب بروند و بوی دود آنها باعث تسلیم شدن مأموران مرزی شد و ترابانت به عنوان نماد شکستن دیوار بعداً روی باقیمانده دیوار نقاشی گرافیتی شد.

## نسخه‌ها

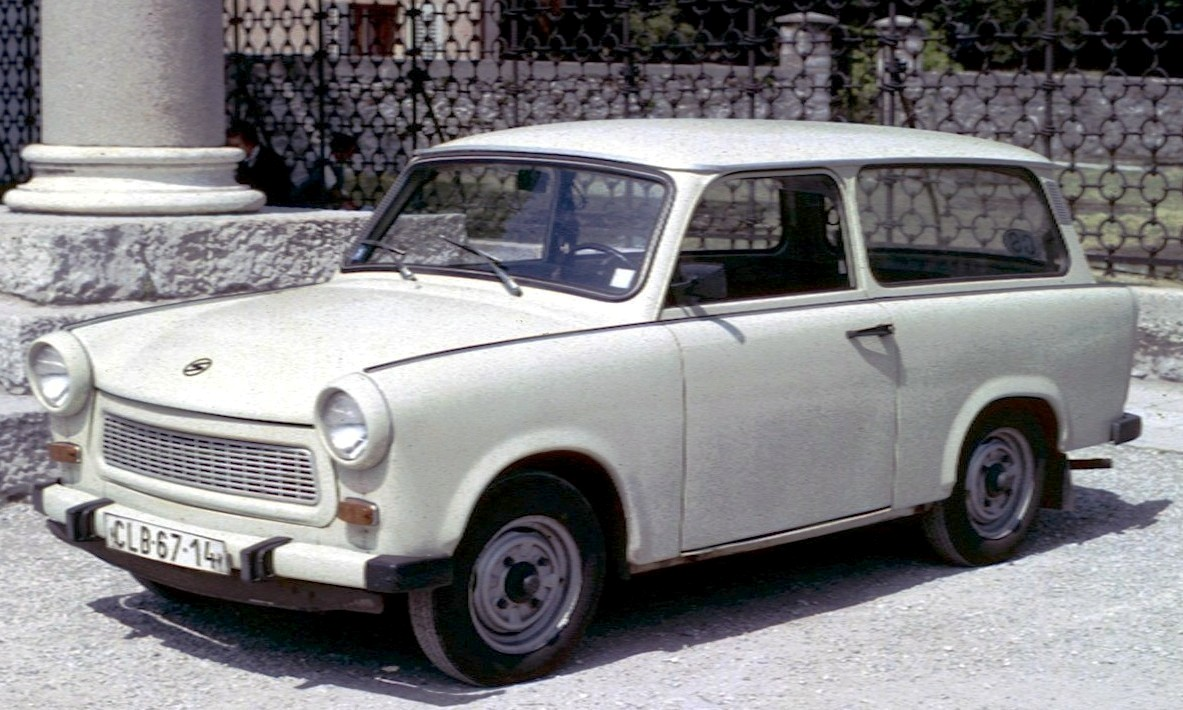
نسخه استیشن واگن ترابانت ۶۰۱

ترابانت مدل‌های فراوانی دارد که به این قرارند:
- پی۵۰، که با نام ترابانت ۵۰۰ هم شناخته می‌شود (تولید از ۱۹۵۷ تا ۱۹۶۲)
- ترابانت ۶۰۰ (۱۹۶۲–۱۹۶۴)
- ترابانت ۶۰۱ (۱۹۶۳–۱۹۹۱)
- و نهایتاً ترابانت ۱٫۱، که در سالهای ۱۹۹۰ تا ۱۹۹۱ با موتور ۱٫۱ لیتری فولکس‌واگن عرضه می‌شد.

ترابانت ۱٫۱ تافته‌ای جدا بافته از خانواده ترابانت بود که با موتور فولکس واگن پولو (که نوع موتورش در زبان انگلیسی VW Polo نامیده می‌شد) و پس از به تاریخ پیوستن ترابانت‌های دو سیلندر دو زمانه با یک موتور چهار زمانه و به مدت یک سال به بازار عرضه شد.

## نگارخانه

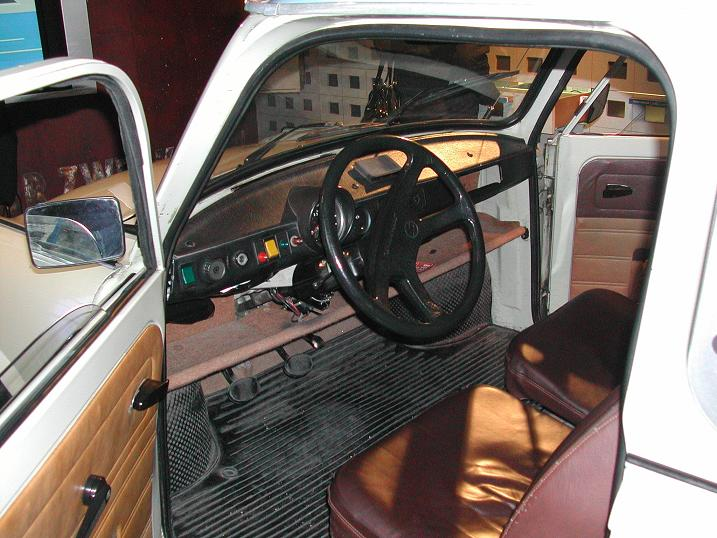
داخل ترابانت ۶۰۱
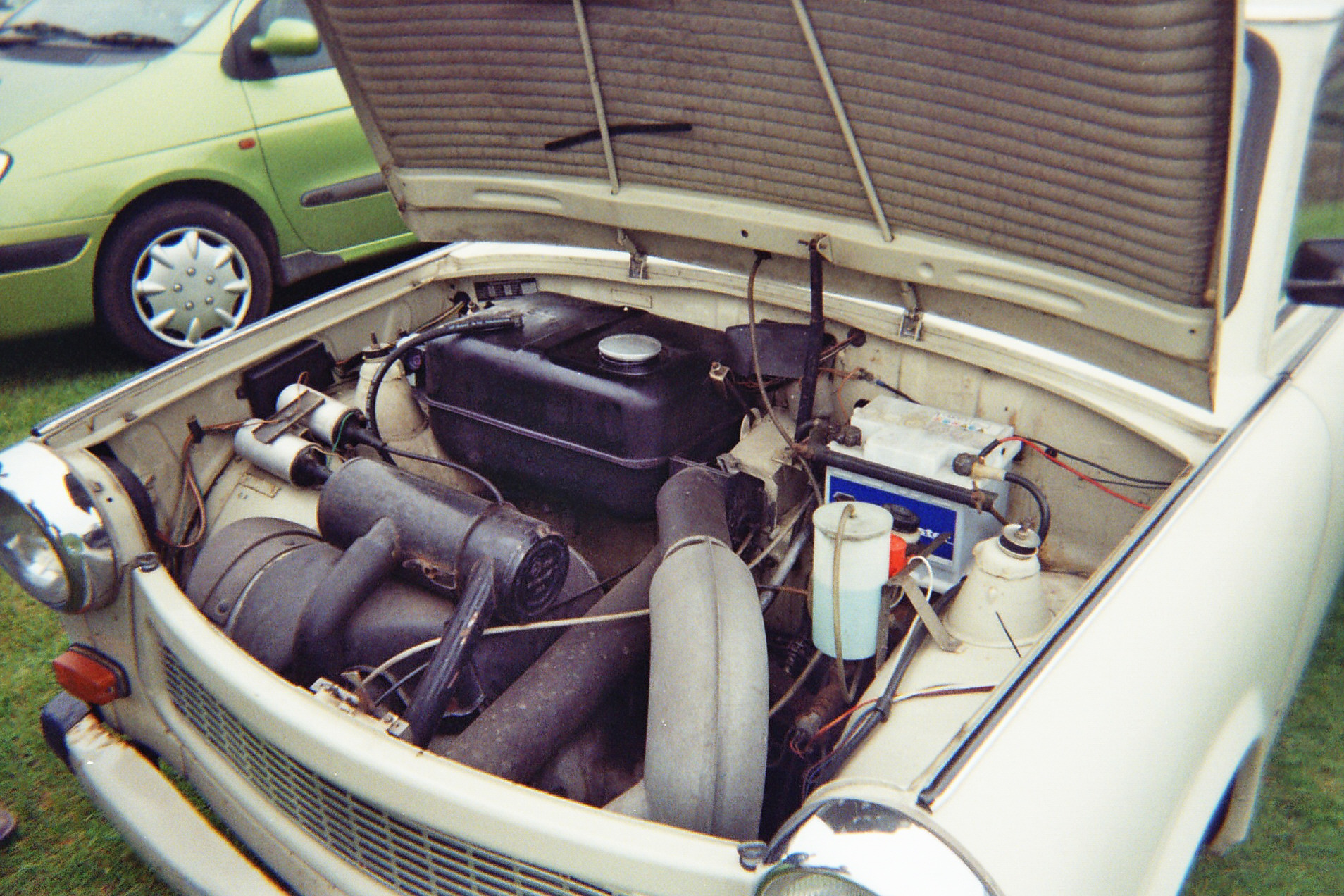
موتور دوزمانه ترابانت
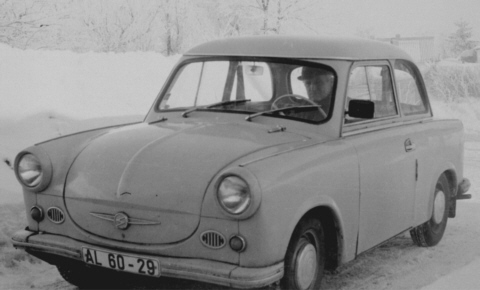
ترابانت پی۵۰ که در سال ۱۹۵۹ ساخته شد.
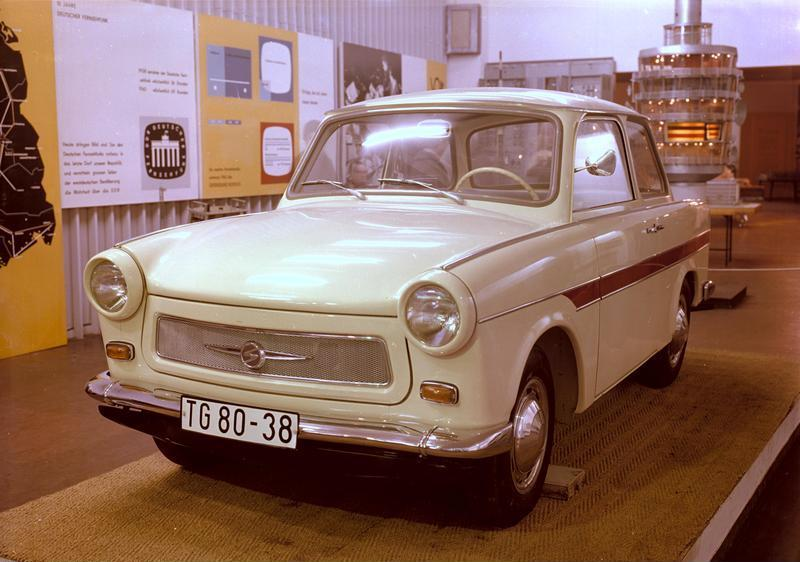
ترابانت ۶۰۱ ارائه شده در سال ۱۹۶۳
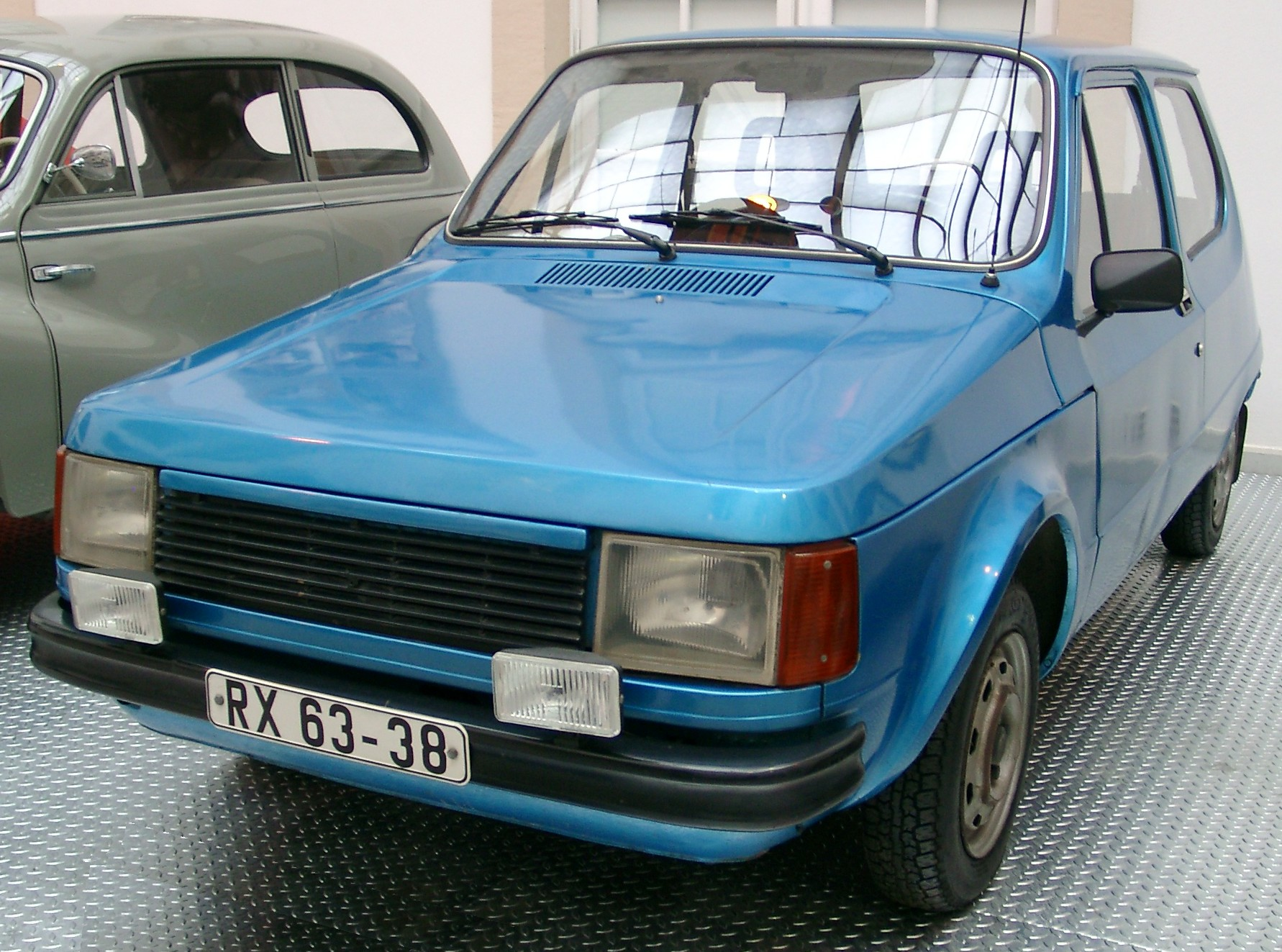
خودروی مفهومی ترابانت پی۱۱۰۰
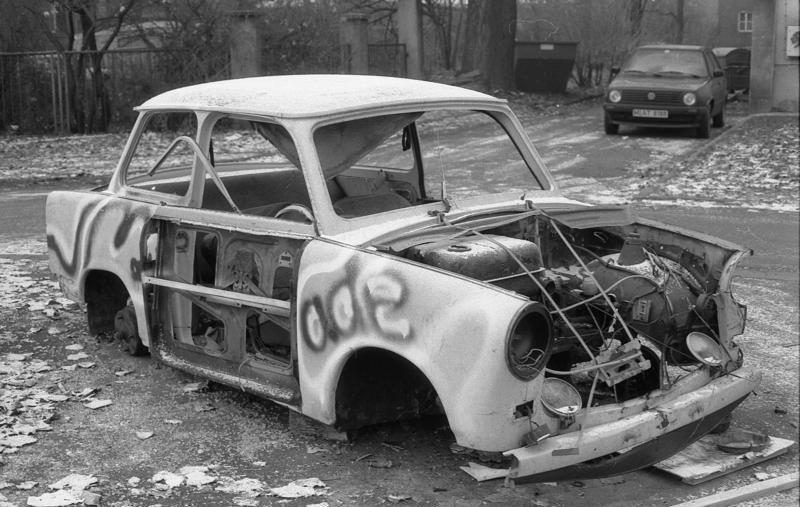
بسیاری از ترابانت‌ها پس از ۱۹۸۹ رها شده بودند. (این عکس در لایپزیگ، ۱۹۹۰ گرفته شده)
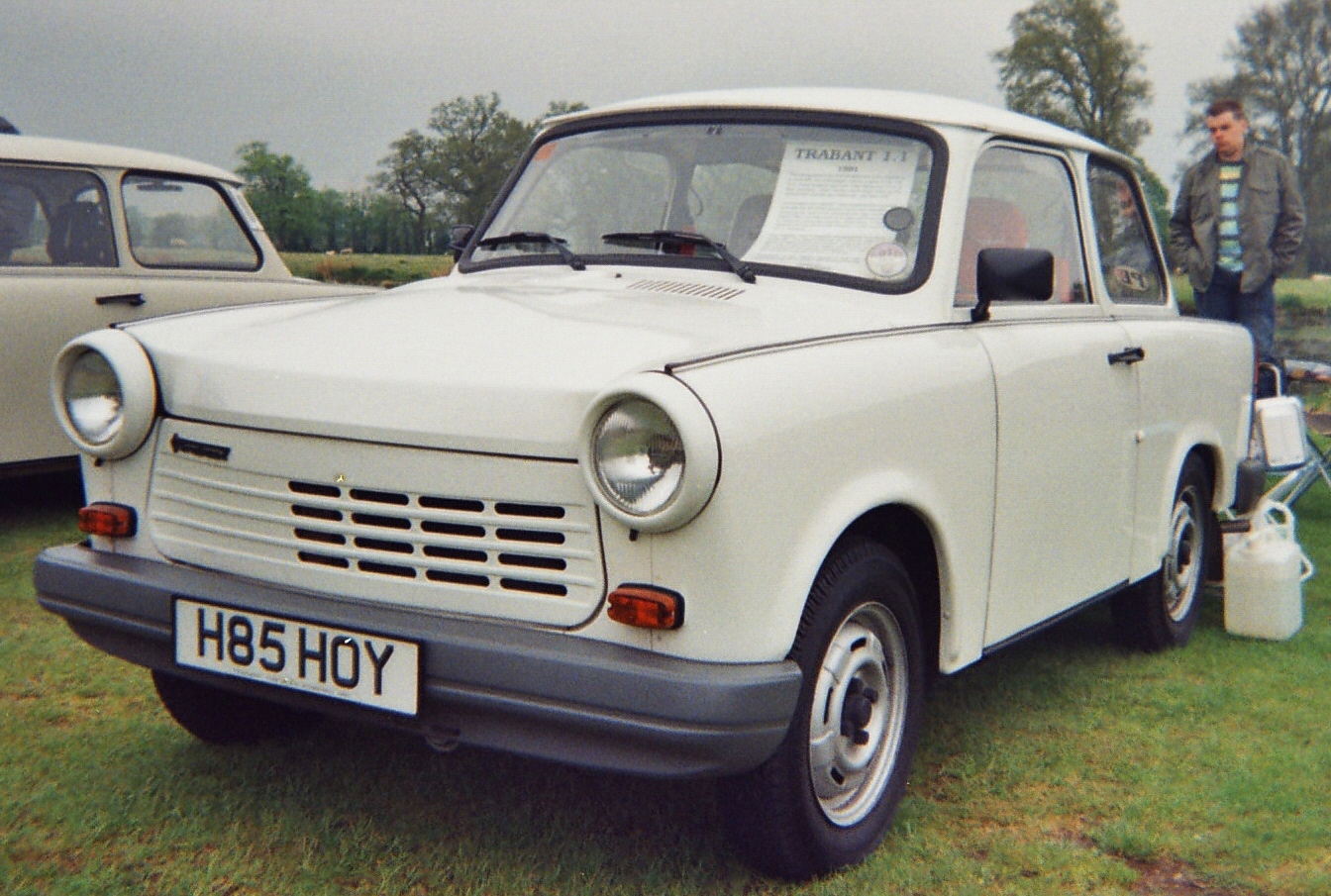
ترابانت ۱٫۱ با موتور چهارزمانه فولکس‌واگن پولو
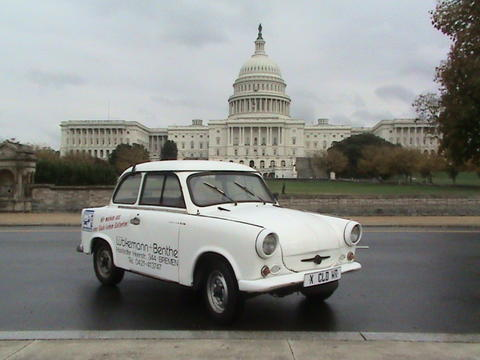
ترابانت در رژه سالانه ترابانت‌ها در واشنگتن دی‌سی ۲۰۰۷
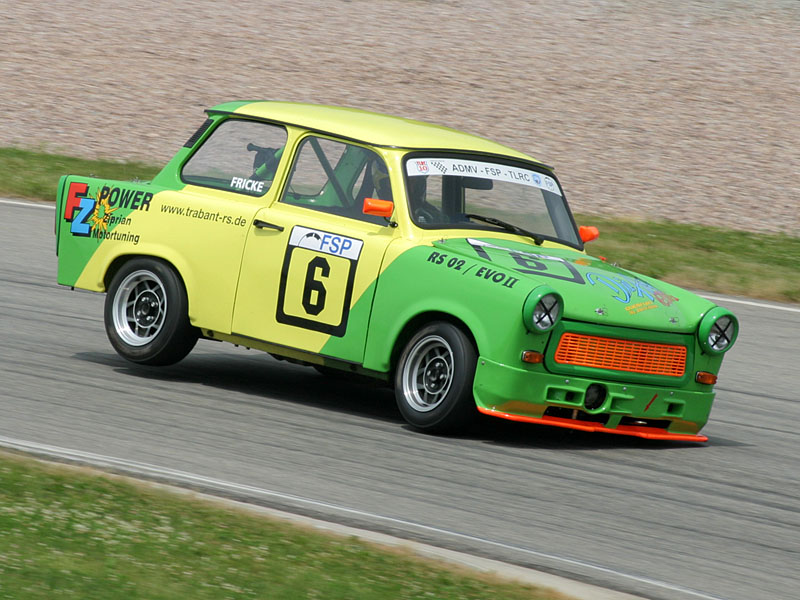
ترابانت به عنوان یک ماشین مسابقه
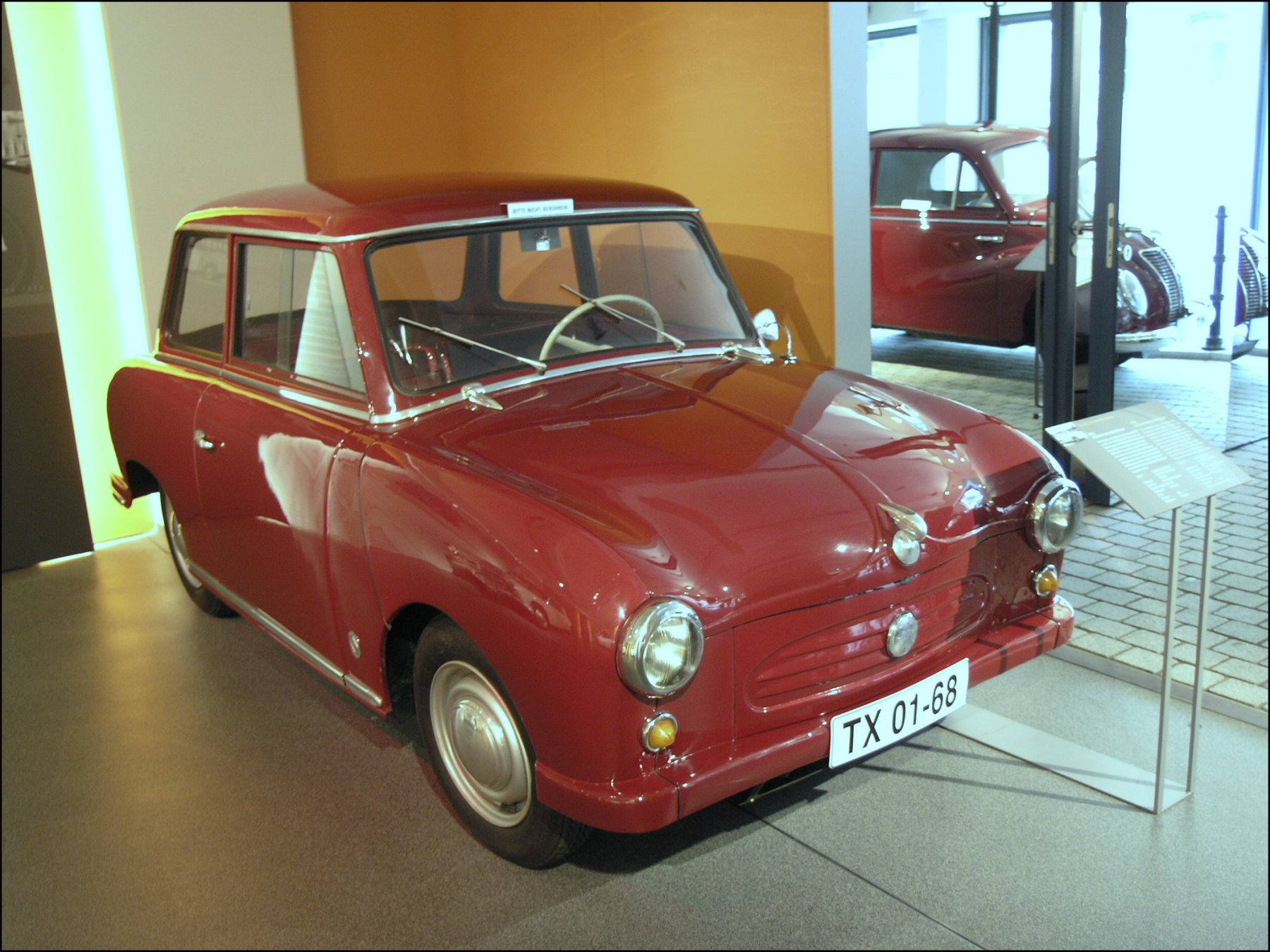
یک نمونه از ترابانت پی۵۰
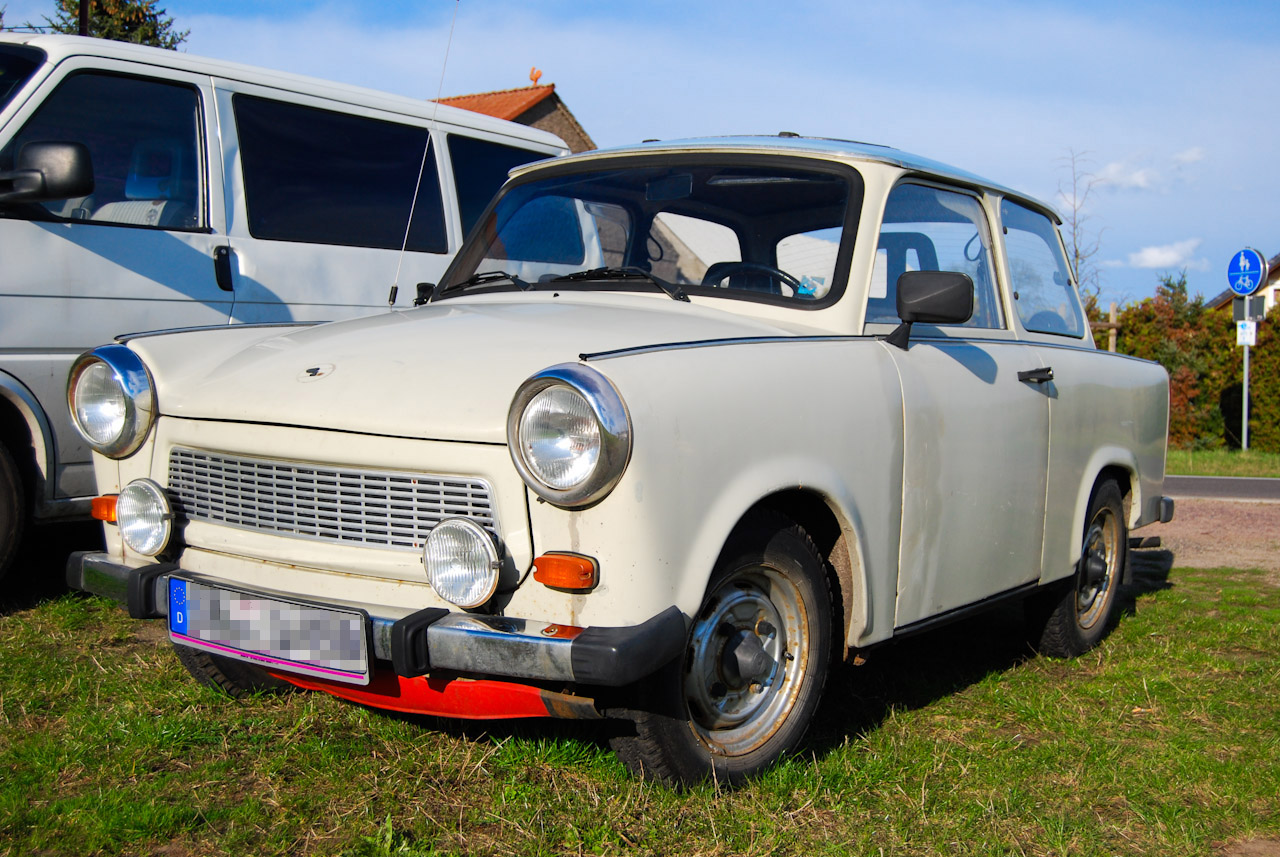
ترابانت ۶۰۱ یک سواری لوکس بزرگ
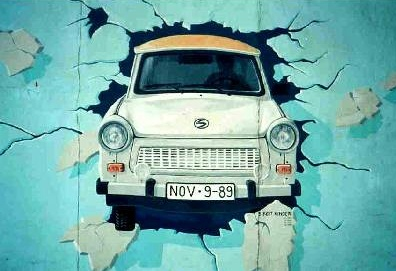
نقاشی ترابانت روی دیوار برلین
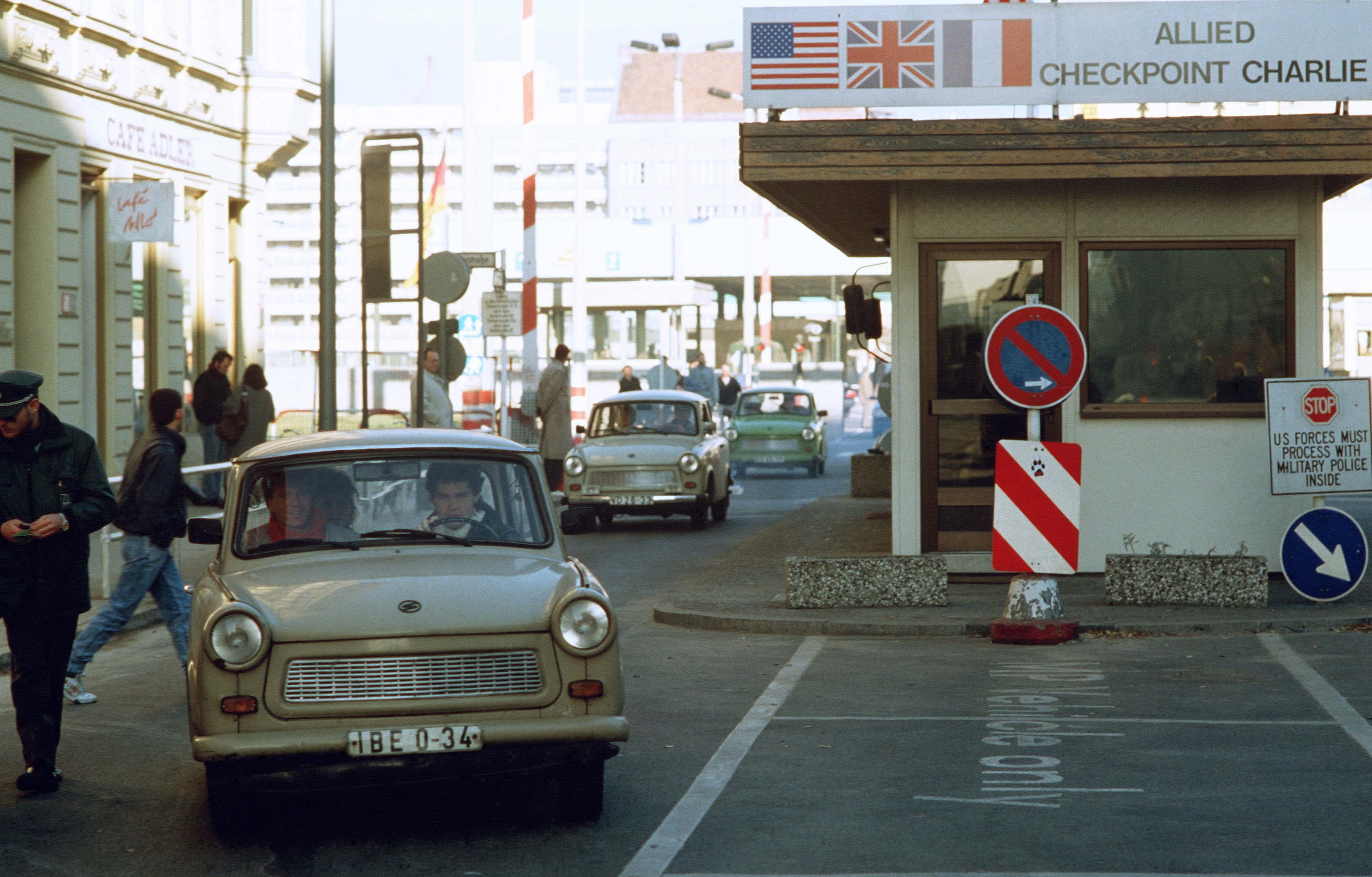
اهالی برلین شرقی در حال ورود به برلین غربی از چک پوینت چارلی با ترابانت